# Sala de hielo de Tondiraba
Sala de hielo de Tondiraba (en estonio: Tondiraba jäähall), también conocido como Tallinn Arena, es un complejo polivalente cubierto en Tallin, Estonia. Fue inaugurado el 1 de agosto de 2014 y es propiedad de la ciudad de Tallin. Tiene una capacidad actual de 7.700 espectadores. Puede albergar, entre otras cosas, partidos de baloncesto, hockey sobre hielo, curling y conciertos.